# Geophis rhodogaster
Geophis rhodogaster este o specie de șerpi din genul Geophis, familia Colubridae, descrisă de Cope 1868. A fost clasificată de IUCN ca specie cu risc scăzut. Conform Catalogue of Life specia Geophis rhodogaster nu are subspecii cunoscute.